# .vu
.vu là tên miền quốc gia cấp cao nhất (ccTLD) của Vanuatu.
Họ thậm chí đăng ký tên miền một ký tự kiểu như http://u.vu Lưu trữ ngày 30 tháng 6 năm 2007 tại archive.today
Tuy tên miền .vu ban đầu được cung cấp miễn phí cho bất kỳ ai yêu cầu, hiện nay họ đã bán thương mại giống như các tên miền khác.
Vài tổ chức, đáng chú nhất là "nhà đăng ký" tiếng Đức de|nic|vu (một nhánh của Sektion.net, chính nó lại là phân nhánh của Interdots International) vẫn cho miễn phí tên miền con và hứa sẽ giữ dịch vụ không có quảng cáo và không tốn tiền.